# Папроцин
Папроцин (пол. Paprocin) — село в Польщі, у гміні Сомпольно Конінського повіту Великопольського воєводства.
Населення — 149 осіб (2011).
У 1975-1998 роках село належало до Конінського воєводства.

## Демографія
Демографічна структура станом на 31 березня 2011 року:
|          | Загалом | Допрацездатний вік | Працездатний вік | Постпрацездатний вік |
| -------- | ------- | ------------------ | ---------------- | -------------------- |
| Чоловіки | 76      | 15                 | 53               | 8                    |
| Жінки    | 73      | 12                 | 42               | 19                   |
| Разом    | 149     | 27                 | 95               | 27                   |